# Большое Моховое
Большое Моховое — деревня в Лебяжьевском районе Курганской области. Входит в состав Арлагульского сельсовета.

## История
До 1917 года в составе Арлагульской волости Курганского уезда Тобольской губернии. По данным на 1926 год состояла из 105 хозяйств. В административном отношении являлась центром Больше-Моховского сельсовета Лебяжьевского района Курганского округа Уральской области.

## Население
| 1989 | 2002 | 2010 |
| ---- | ---- | ---- |
| 326  | ↘311 | ↘164 |

По данным переписи 1926 года в деревне проживало 508 человек (234 мужчины и 274 женщины), в том числе: русские составляли 100 % населения.